# Maximalisme

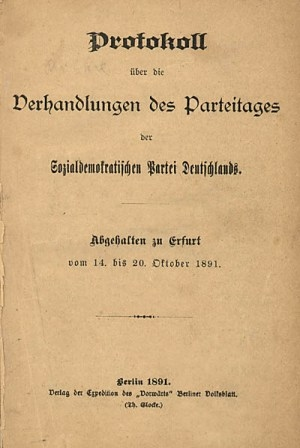
Le Programme d'Erfurt (1891) reflète un maximalisme marxiste, visant la transformation radicale de la société par l'abolition du capitalisme et la collectivisation des moyens de production. Il est donc en opposition aux approches réformistes plus graduelles.

Le maximalisme, surtout connu comme courant politique au sein du Parti socialiste italien créé par Giacinto Menotti Serrati en 1919, cherche à réaliser les objectifs anticapitalistes et révolutionnaires du socialisme, même si, dans les faits, il a une action réformiste et parlementaire. 
Le qualificatif est historiquement plus large en réalité. Le terme fut longtemps utilisé aussi pour désigner l'anarchisme ou le marxisme révolutionnaire comme extrémisme, en vertu des programmes du XIXe siècle qui se complétaient : programme maximum et programme minimum. Avec la vague révolutionnaire du début du XXe siècle la plupart des anarchistes et des marxistes révolutionnaires rejetèrent le réformisme (= programme minimum) pour défendre le programme maximum.
La qualification de maximaliste par les journalistes de la Belle Époque européenne vise surtout les anarchistes, et finit par y inclure les révolutionnaires qui se réclament du marxisme. L'étude du mouvement révolutionnaire en Italie, si marquant de la Première à la Seconde Guerre mondiale révèle les deux utilisations du terme « maximalisme » dans le mouvement ouvrier italien. Le journal Excelsior titre à la fin de l'année 1917 : « Les maximalistes maîtres de Petrograd ». Les journalistes ne connaissent pas encore la différence entre bolcheviques et mencheviques. Le sous-titre — « Ce coup de force fait entrer la révolution dans une nouvelle phase critique » — indique que le terme maximaliste est péjoratif.

## Historique
Il est utilisé la première fois par Bordiga et Gramsci pour caractériser les révolutionnaires bolcheviques, alors que les contacts n'ont pas encore pu être établis avec eux. La fraction abstentionniste du parti socialiste italien affiche d'abord son « orientation maximaliste », tout comme elle parle du « prolétariat maximaliste » et du « socialisme maximaliste ». 
Ensuite ce sera une autre affaire, avec la division inévitable en trois fractions du parti socialiste, il apparaîtra une aile centriste « maximaliste »… en paroles : « le centre douteux des maximalistes », « les fameux maximalistes électoralistes ». Et les maximalistes de la gauche devront se démarquer de ces maximalistes en peau de lapin… amis de Serrati.
À l'évidence, les observateurs de la révolution russe de 1917 qui dérange la Guerre mondiale se trompent, les bolcheviks ne sont pas vraiment maximalistes, au sens anarchiste. Dans la tête des journalistes superficiels, maximalisme rime avec anarchisme ou romantisme terroriste. Le maximalisme anarchiste qui exista en Russie en 1883-1892 était celui du groupe Osvoboždenie truda. Il se manifesta à nouveau en 1906 avec un groupe de populistes issus du parti socialiste révolutionnaire paysan. Natacha Klimova, une jeune fille de la petite noblesse, rencontra le chef maximaliste Solokov, Maxime Savinkov et aussi des militants socialistes des deux fractions.
Les bolcheviks sont confondus initialement en Europe du Nord avec les anarchistes, leur appartenance à la social-démocratie est loin d'être une évidence. Lénine est toutefois catalogué à la Préfecture de police parisienne comme « un homme très dangereux », et même « un dangereux et louche agitateur », donc de type anarchiste. Puis la presse les présentera comme étant des « espions allemands ». La mission militaire française en Russie assure le gouvernement russe de son appui « dans la lutte qu'il a entreprise contre les éléments maximalistes » (c'est-à-dire les bolcheviks).
Un maximaliste est-il forcément un anarchiste ? Non car cette notion renvoie aux programmes de la IIe Internationale, découpés en programme minimum et programme maximum. Le programme minimum était le programme du réformisme, d'une série d'améliorations et de réformes qui visaient au long terme à arracher le pouvoir à la bourgeoisie ; le programme maximum devait en être le couronnement par la réalisation du socialisme. Or, avec l'incrustation du mouvement socialiste européen dans le réformisme puis l'effondrement de l'Internationale face à la guerre de 1914, les plus clairvoyants s'étaient aperçus que le programme maximum n'avait été qu'un vulgaire chiffon rouge laissant prédominer un programme minimum qui s'était adapté au capitalisme, et pire en était même devenu un élément dynamique. 
Beaucoup plus tard, Lénine, une fois au pouvoir, dénoncera le romantisme révolutionnaire maximaliste, au profit de son propre opportunisme « centriste » finalement face à tous ses compagnons internationalistes qui lui reprochèrent de négliger le « but final » : le maximum communiste. Toutes les fractions opposées au déclin de la IIIe Internationale transformée en agence de l'État russe dit « prolétarien » se verront qualifiées de « gauchiste », puis, par l'ex-ministre Léon Trotski d'« ultra-gauchistes ». 
Jusqu'aux années 1960, tous ceux qui critiquaient la faillite de la tentative communiste en Russie furent qualifiés d'ultra-gauches, avant que ce terme ne recouvre plus qu'une mouvance de type anarchiste sans liens avec les minorités à proprement parler « maximalistes », dont les principes politiques se rattachent désormais au « programme maximum » (incluant l'abolition de l'État qui était une revendication commune avec les anarchistes de jadis) et le refus de considérer les réformes « minimum » comme progressistes.

## Citations
- « Après la guerre, en apparence, tout le Parti prit une orientation « maximaliste » en adhérant à la IIIe Internationale. L'attitude du Parti ne fut pourtant pas satisfaisante du point de vue communiste. » Fraction communiste abstentionniste du PS italien au Comité de Moscou de la IIIe Internationale (1919)
- « Gogol – Tchernychevski – Tolstoï – Lénine : une lignée maximaliste et qui portait en elle ce terrorisme russe idéologique que Berdiaeff n'a fait qu'analyser d'une œuvre à l'autre. » Georges Nivat, Vers la fin du mythe russe, Genève, 1988
- « Nous sommes même les plus tenaces défenseurs de cette conception dans le camp des maximalistes. » Bordiga (1920).
- « Conformément à ses vues maximalistes le KAPD se déclare également pour le rejet de toutes les méthodes de lutte réformistes et opportunistes, dans lesquelles il ne voit qu'une manière d'esquiver les luttes sérieuses et décisives avec la classe bourgeoise ». Herman Gorter, Programme du parti communiste ouvrier d'Allemagne (1920)
- « L'article démontre que pour le programme maximaliste une directive centrale a toujours été celle de liquider la guerre impérialiste pour faciliter le déchaînement dans tous les pays européens de la guerre civile de classe, seule voie pour sauver la révolution en Russie ». Bordiga, Histoire de la gauche communiste (tome I, 1912-1919)

## Source de la traduction
- (it) Cet article est partiellement ou en totalité issu de l’article de Wikipédia en italien intitulé « Massimalismo (politica) » (voir la liste des auteurs) du 10.11.2007.